# Кузнецово (Арефинское сельское поселение)
Кузнецово — деревня Арефинского сельского поселения Рыбинского района Ярославской области.
Деревня расположена на востоке сельского поселения, она стоит на высоком левом берегу реки Ухра, выше по течению и к юго-востоку от центра сельского поселения села Арефино. Кузнецово — последняя деревня Арефинского сельского поселения вверх по левому берегу Ухры. В двух километрах к востоку от него — долина левого притока Ухры Саха, многочисленные деревни в которой относятся к Тутаевскому району. По западной окраине Кузнецово протекает небольшой, длиной около 1 км ручей, который при впадении в Ухру образует в высоком берегу овраг. Ниже по течению, на расстоянии около 1,5 км к юго-западу от Кузнецово, стоит деревня Борисково. Через Борисково и Кузнецово проходит дорога, связывающая с Арефино деревни, стоящие на левом берегу Ухры, следующая деревня на этой дороге вниз по течению и в сторону Арефино Спас-Ухра стоит на расстоянии около 4 км от Борисково. На западной окраине Кузнецово через Ухру имеется брод, по которому можно попасть на правый берег, к деревням Веретеново (около 1 км вверх по течению) и Скоково (около 700 м вниз по течению). На расстоянии около 2 км к юго-востоку от Кузнецово стоит деревня Строкино, которая относится уже к Тутаевскому району.
Деревня Кузнецы обозначена на плане Генерального межевания Рыбинского уезда 1792 года. Ручей, протекающий к западу от деревни, на этом плане обозначен как речка Змейка. На западном левом берегу этой речки показана ныне отсутствующая деревня Бабцына . Выше деревни по течению Ухры на её берегу была деревня Емлецова. На топокарте там показаны сараи .
На 1 января 2007 года в деревне Кузнецово не числилось постоянных жителей . Почтовое отделение, расположенное в деревне Ананьино, обслуживает в деревне Кузнецово 10 домов.